# Пенцлав (Нижньосілезьке воєводство)
Пенцлав (пол. Pęcław) — село в Польщі, у гміні Пенцлав Ґлоґовського повіту Нижньосілезького воєводства.
Населення — 644 особи (2011).
У 1975-1998 роках село належало до Легницького воєводства.

## Демографія
Демографічна структура станом на 31 березня 2011 року:
|          | Загалом | Допрацездатний вік | Працездатний вік | Постпрацездатний вік |
| -------- | ------- | ------------------ | ---------------- | -------------------- |
| Чоловіки | 330     | 76                 | 239              | 15                   |
| Жінки    | 314     | 65                 | 206              | 43                   |
| Разом    | 644     | 141                | 445              | 58                   |